# El millón de ojos de Sumuru
El millón de ojos de Sumuru (título original en inglés The Million Eyes of Sumuru) es una película de espías británica de 1967 producida por Harry Alan Towers, dirigida por Lindsay Shonteff y filmada en los estudios Shaw Brothers en Hong Kong. Está protagonizada por Frankie Avalon y George Nader, con Shirley Eaton como el personaje principal Sumuru. Se basó en una serie de novelas de Sax Rohmer sobre una mujer fatal megalómana.
La película fue estrenada en los Estados Unidos por American International Pictures el 17 de mayo de 1967. En el Reino Unido, fue lanzada a través de Warner-Pathé el 3 de diciembre, titulada simplemente Sumuru. Terry Bourke fue el director de producción.

## Argumento
Sumuru es una mujer hermosa pero malvada que planea dominar el mundo haciendo que su sexy ejército de mujeres elimine a los líderes masculinos y los reemplace con sus agentes femeninas.
El jefe de seguridad del presidente Boong de Sinonesia muere. Dos estadounidenses en Hong Kong, Nick West y su amigo Tommy Carter, son persuadidos por el jefe de la inteligencia británica, el coronel Baisbrook, para que investiguen. Descubren la organización encabezada por Sumuru, que dice estar interesada en actividades pacíficas.
Una chica termina muerta en la cama de Nick y él termina siendo incriminado por asesinato. Nick y Tommy van a Hong Kong para detener un asesinato.

## Reparto
- Frankie Avalon como el agente Tommy Carter.
- George Nader como el agente Nick West.
- Shirley Eaton como Sumuru.
- Wilfrid Hyde-White como el coronel Sir Anthony Baisbrook.
- Klaus Kinski como presidente Boong.
- Patti Chandler como Louise.
- Salli Sachse como Mikki.
- Ursula Rank como Erno.
- Krista Nell como Zoe.
- Maria Rohm como Helga Martin.
- Paul Chang Chungas como el inspector Koo.
- Essie Lin Chia como Kitty (como Essie Huang).
- Jon Fong como el coronel Medika.
- Denise Davreux como Guardia Sumuru.
- Mary Cheng como Guardia Sumuru.
- Jill Hamilton como Guardia Sumuru.
- Lisa Gray como Guardia Sumuru.
- Christine Lok como Guardia Sumuru.
- Margaret Cheung como Guardia Sumuru.

## Legado
Shirley Eaton repitió su papel de Sumuru en la continuación de Jess Franco, La ciudad sin hombres (1969). Eaton dijo más tarde: «Disfruté ser la dama malvada Sumuru en dos películas bastante malas, que no había tenido la oportunidad de ser antes». Sin embargo, se retiró de la actuación poco después.
The Million Eyes of Sumuru inspiró a la música de riot grrrl Lois Maffeo a adoptar Bikini Kill como nombre de banda. Ella y su amiga Margaret Doherty usaron el nombre para una actuación única en la que se vistieron con disfraces de cavernícola punk de piel sintética. A Tobi Vail le gustó el nombre y se lo apropió para el icónico grupo punk después de que Maffeo se decidiera por el nombre de la banda Cradle Robbers.
La película se usa en el episodio 18 de la temporada KTMA de Mystery Science Theater 3000, así como en un episodio de la temporada 13. También se presenta como un video bajo demanda de su sucesor espiritual RiffTrax.